# Euphoresia buttneri
Euphoresia buttneri är en skalbaggsart som beskrevs av Brenske 1900. Euphoresia buttneri ingår i släktet Euphoresia och familjen Melolonthidae. Inga underarter finns listade i Catalogue of Life.